# Adèle Reinhardt
Pour les articles homonymes, voir Reinhardt.
Adèle Reinhardt est une actrice de cinéma et de télévision québécoise. 

## Biographie
Adèle Reinhardt est diplômée du Conservatoire d'art dramatique de Montréal, promotion 1980.

## Filmographie

### Cinéma
- 1991 : L'assassin jouait du trombone : La vendeuse
- 1996 : Karmina : Candidate névrosée
- 1998 : C't'à ton tour, Laura Cadieux : Lucille Bolduc
- 1999 : Laura Cadieux... la suite : Lucille Bolduc
- 2004 : Ma vie en cinémascope : Rosanna
- 2010 : À l'origine d'un cri : Tante Jeanne-Mance

### Télévision
- 1993 : Ent'Cadieux (série télévisée) : Nicole Fortin
- 1996 : La Petite Vie (série télévisée) : Une des menteuses / une sœur
- 1996 : Virginie (série télévisée) : Normande Legault
- 2003 : Le Cœur découvert : Jeanne
- 2003 : Le Petit Monde de Laura Cadieux (série télévisée) : Lucille Bolduc
- 2005 : Détect.inc. (série télévisée)
- 2005 : Le Négociateur : Madame Laverdure
- 2009 : Bob Gratton : ma vie, my life (série télévisée) : Anne-Marie Fortier
- 2010 : Les Rescapés (série télévisée) : Sylvie